# シュタッドラー・レール
シュタッドラー・レール（独: Stadler Rail AG）は、スイスのトゥールガウ州・ブスナングに本社を置く鉄道車両メーカーである。鉄道車両の売上高においてヨーロッパ第3位（2019年）。スイス証券取引所上場企業（SIX: SRAIL）。

## 沿革
- 1942年 - エルンスト・シュタッドラー（Ernst Stadler）が「シュタッドラー・エンジニアリング・オフィス」をチューリッヒに設立[2]。
- 1945年 - ディーゼル機関車の製造を開始[2]。
- 1962年 - 本社をブスナングに移転[3]。
- 1984年 - 旅客車両の製造に参入[3]。
- 1995年 - モジュラー式構造を採用したGTWシリーズを発表[3]。
- 1998年 - スイス・ロコモティブ・アンド・マシン・ワークス（SLM）社に由来するアドトランツ社のラック式鉄道部門を継承[3][4]。
- 2004年 - FLIRTシリーズ運転開始[2]。
- 2005年 - 旧SLM社流れを引くのWinpro社を買収[3][4][注釈 1]
- 2010年 - 2階建て車両のKISSシリーズを発表[2]。
- 2015年 - ドイツのフォスロの鉄道車両製造部門の買収を完了[5]。
- 2019年 - スイス証券取引所に株式上場[6]。

## 製品
| FLIRT（スイス国鉄RABe523形） |  | タンゴ（チューリッヒ市交通局） |
| FLIRT（スイス国鉄RABe523形） |  | タンゴ（チューリッヒ市交通局） |

- EC250 - 部分低床式高速鉄道車両
- GTW - 連接式低床車両
- FLIRT - 連接式低床車両

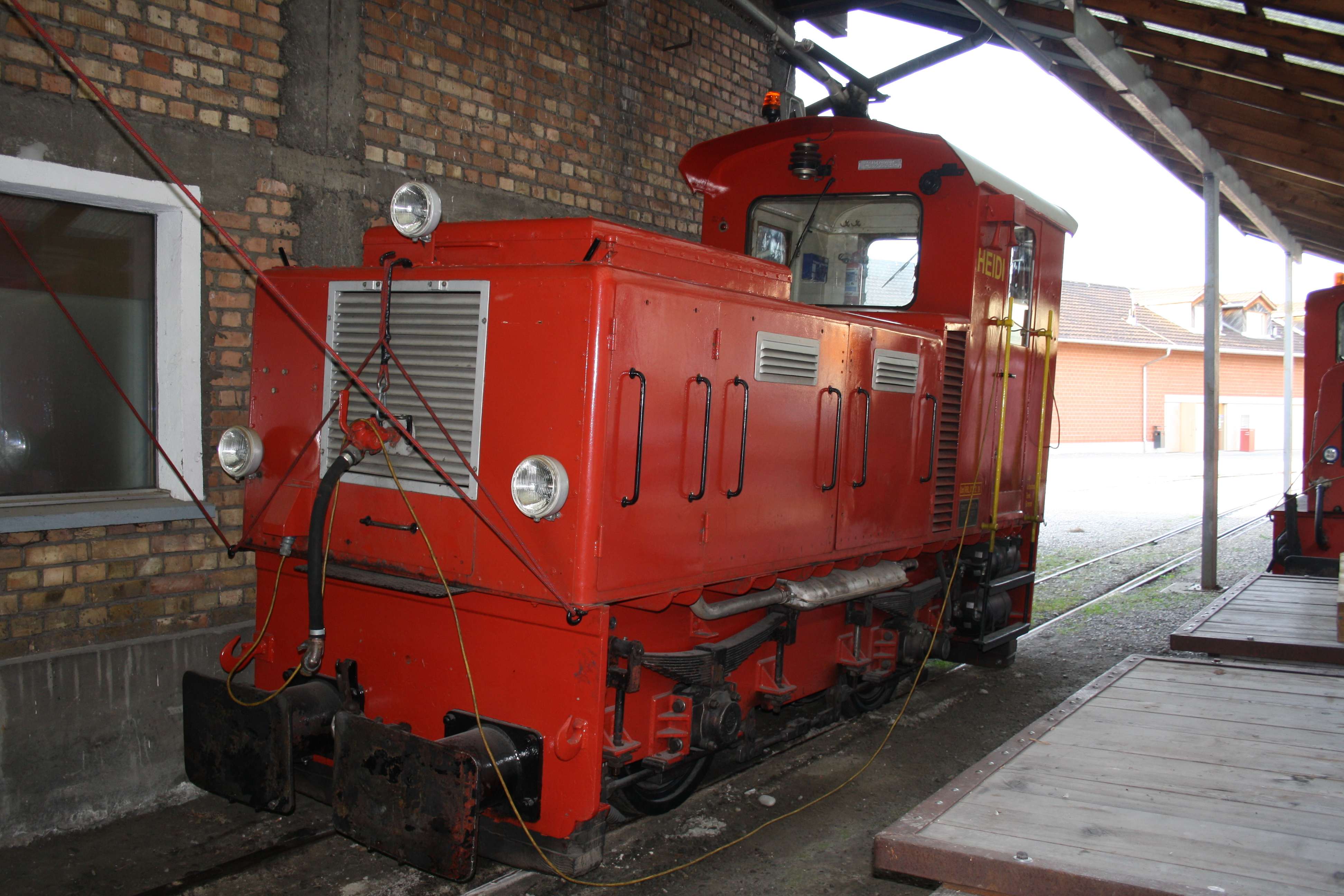
最初期の製品の1つである、ライン河改修国際公共事業軌道向けの電気/ディーゼル兼用機関車、1947年に電気機関車として製造され（製番12）、さらに1958年にディーゼル発電機を搭載（製番L-108）したもの

- レギオシャトルRS1 - ローカル線用気動車
- Spatz - 狭軌路線向けの部分低床電車
- バリオバーン - 低床式路面電車（アドトランツより継承）
- タンゴ（ドイツ語版） - 低床式路面電車
- KISS - 2階建て車両
- ウィンク（ドイツ語版） - 地域輸送用低床電車

## 工場と子会社
| ブスナングの工場（2010年） |  | ザンクト・マルグレーテンの工場（2020年） |
| ブスナングの工場（2010年） |  | ザンクト・マルグレーテンの工場（2020年） |

スイス国内と周辺国を中心に工場を有しており、いずれも工場ごとに独立した子会社として運営されている。

### スイス国内
- ブスナング
- アルテンハイン（英語版）
- ヴィンタートゥール
- ビール/ビエンヌ
- ザンクト・マルグレーテン（英語版）

### 国外
- ベルリン・パンコウ区（ドイツ）
- ヴァイデン・イン・デア・オーバープファルツ（ドイツ）
- ブダペスト（ハンガリー）
- シェドルツェ（英語版）（ポーランド）
- プラハ（チェコ）
- ミンスク（ベラルーシ）
- バレンシア（スペイン）
- クラヨーヴァ（ルーマニア）
- アルジェ（アルジェリア）
- ソルトレイクシティ（アメリカ合衆国）